# Косное вещество
Косное вещество — неживой компонент биосферы, образованный посредством физических или химических процессов без участия живых организмов.
Основная часть косного вещества сформировалась во время аккреции при формировании планеты. В геосфере косные вещества представлены минералами (кварц, шпат), горными породами (гранит, мрамор) и водой.

## Термин
Устаревший научный термин «косное вещество» для описания царства минералов в природе возник во времена развития естествознания и широко применялся в XIX веке
Существуют производные термины, например: почва — биокосное вещество.
Косный происходит от праславянского kъsьnъ, которое имело значения «нерадивый, медлительный, поздний, слабый, маленький и нежный».

## Описание
На данный момент[уточнить] косное вещество может образовываться при извержении вулканов, минерализации пород под давлением, тектонической активности и т.д. Масса косного вещества в биосфере многократно превосходит массу живого вещества.

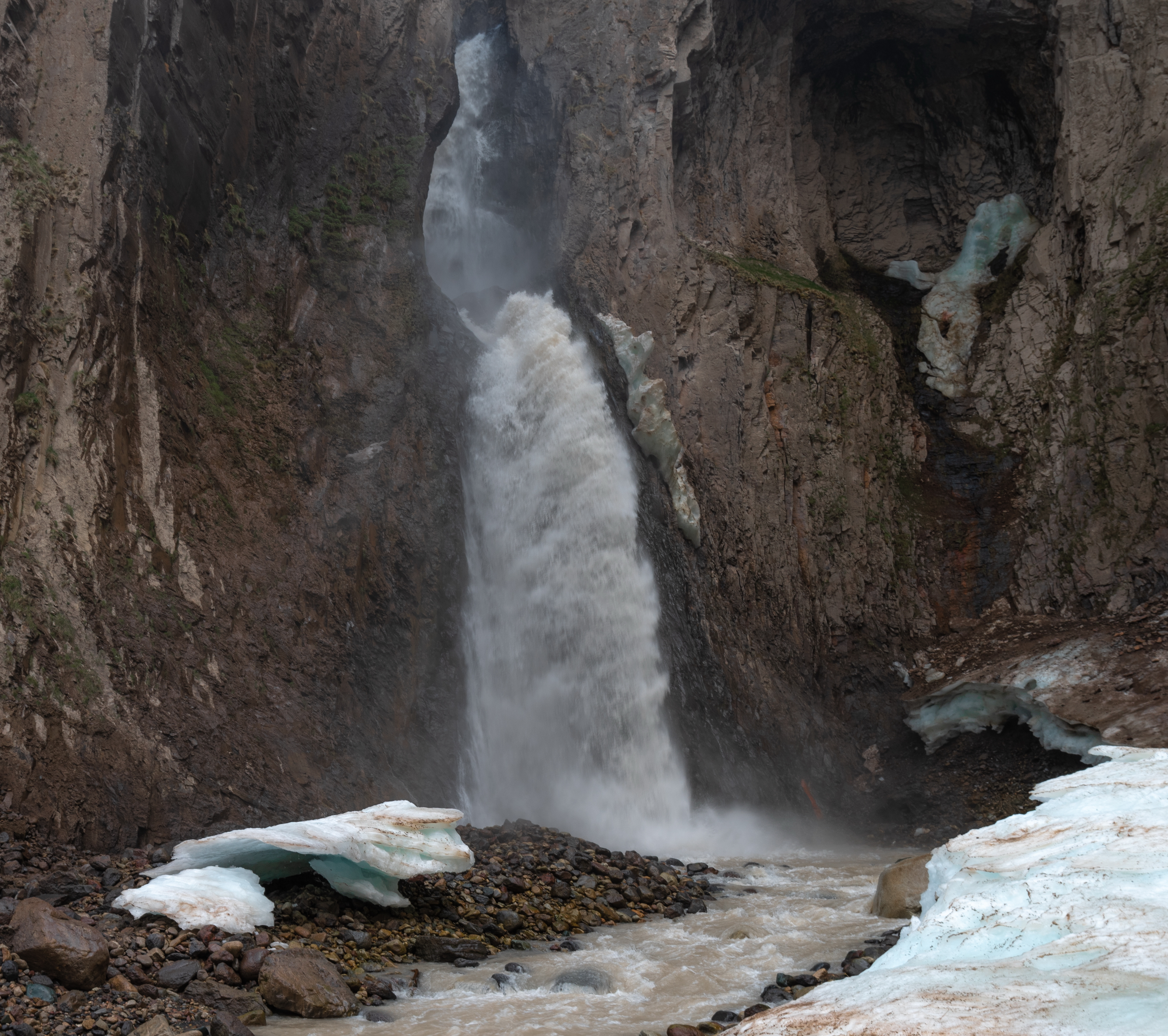
Водопад и скала как части неживой природы

Важное отличие косного вещества от биогенного состоит в том, что косное вещество не является продуктом жизнедеятельности редуцентов, хотя молекулы как косного, так и биогенного вещества могут быть неорганическими. Питание, дыхание, размножение — часть множества биогенных процессов, которые подразумевают обратимую миграцию атомов из косных тел биосферы в живые. Таким образом, косное вещество может ассимилироваться живыми организмами (живым «веществом») и в результате этого процесса образуются другие компоненты биосферы, например: при фотосинтезе растения усваивают углерод и воду, образуя живое вещество, которое может преобразовываться редуцентами в биогенное вещество (уголь, известняк, кальцит), а при смешивании живого вещества с косным получается биокосное вещество (почва, торф).
Косное вещество в первую очередь определяет орографические (геоморфологические) экологические факторы — рельеф и местность биотопа.